# Souto (Muiños)
Souto (llamada oficialmente Santa María de Souto de Limia) es una parroquia del municipio español de Muiños, en la provincia de Orense, Galicia.

## Toponimia
La parroquia también es conocida por el nombre de Santa María de Souto.

## Organización territorial
La parroquia está formada por dos entidades de población:
- Güimil
- Vilar de Cas

## Demografía
| Gráfica de evolución demográfica de Souto entre 2000 y 2022 |
|                                                             |
| Datos según el nomenclátor publicado por el INE.            |